# René Chaineux
René Chaineux (Raeren, 13 februari 1951) is een Belgisch politicus van de CSP.

## Levensloop
Chaineux werd beroepshalve leraar in het secundair onderwijs.
In 1988 werd hij verkozen tot gemeenteraadslid van Raeren en bleef dit tot in 2014. Van 2001 tot 2012 was hij er tevens schepen. In maart 2015 werd hij benoemd tot ereschepen.
Van 2004 tot 2009 en van 2010 tot 2014 was hij tevens lid van het Parlement van de Duitstalige Gemeenschap.